# Nelson de la Rosa
Nelson de la Rosa, né le 6 septembre 1968 à Duarte en République dominicaine et mort le 22 octobre 2006 à Providence aux États-Unis, est un acteur dominicain qui a été l'un des plus petits hommes au monde mesurant 71 cm. 

## Biographie
Atteint du syndrome de Seckel (une forme de nanisme congénital extrêmement rare), Nelson Aquino de la Rosa est découvert par un journaliste dominicain[réf. nécessaire] et débute en tant qu'acteur en 1988 dans RatMan, un film d'épouvante italien. Il devient par la suite un invité de nombreuses d'émissions de télévision. Dans les années 1990, il est un acteur récurrent de l'émission vénézuélien Super sabado sensacional. Il est surtout connu pour sa participation au film L'Île du docteur Moreau dans lequel il joue au piano en duo avec Marlon Brando, l'acteur américain s'étant pris d'un fort engouement pour lui. À la suite de ce film, il a été parodié dans South Park et aurait été la source d'inspiration du personnage de Mini-Moi dans Austin Powers 2 : L'Espion qui m'a tirée, joué par Verne Troyer.
Ami du lanceur dominicain Pedro Martínez, et fan de l'équipe de baseball des Red Sox de Boston, il a été considéré comme son porte-bonheur lors de la victoire de l'équipe en 2004. Il est alors surnommé « Pedro's Midget ».
Marié à Jennifer De Leonel avec laquelle il a un enfant, Nelson de la Rosa meurt à 38 ans le 22 octobre 2006 d'une attaque cardiaque. Il est enterré au cimetière de Cristo Salvador en République dominicaine

## Filmographie
- 1987 : Ratman (Quella villa in fondo al parco) de Giuliano Carmineo : RatMan
- 1988 : Fuoco incrociato d'Alfonso Brescia : Astaroth
- 1996 : L'Île du docteur Moreau de John Frankenheimer : Majai